# Barion Δ
Barion Δ [barión delta] (tudi delta resonanca, oznaka {\displaystyle \Delta \,}) je barion, ki ga sestavljata kvarka u in d. Nastopa v štirih oblikah, ki jih označujemo z {\displaystyle \Delta ^{++}\,},
{\displaystyle \Delta ^{+}\,},
{\displaystyle \Delta ^{0}\,} in
{\displaystyle \Delta ^{-}\,}. Je relativno lahek barion z izospinom 3/2. Njegova masa je okoli 1234 MeV/c2 . Njegov razpadni čas je izredno kratek (okoli 6.10−24 s). Običajno razpade na nukleon (proton ali nevtron) in pion. Bariona {\displaystyle \Delta ^{+}\,} in {\displaystyle \Delta ^{0}\,} imata celo enako zgradbo kot proton in nevtron (razpadeta po z močno interakcijo). Njegov spin je enak 3/2, kar pomeni da vsi trije kvarki kažejo v isto smer.
Družino barionov {\displaystyle \Delta \,} sestavljajo štirje barioni, ki imajo različne naboje. Razen the barionov sdružini pripadajo še štirje antidelci z nasprotnimi naboji in odgovarjajočimi antikvarki.

## Seznam barionov Δ
| ime delca | oznaka                               | kvarki zgradba                         | mirovna masa (MeV/c2) | I   | JP   | q (e) | S | C | B' | T | srednji življenjski čas (s) | običajen razpad     |
| --------- | ------------------------------------ | -------------------------------------- | --------------------- | --- | ---- | ----- | - | - | -- | - | --------------------------- | ------------------- |
| Delta (Δ) | {\displaystyle \Delta ^{++}\,}(1232) | {\displaystyle u\,}                    | 1,232 ± 1             | 3/2 | 3/2+ | +2    | 0 | 0 | 0  | 0 | 5,58 ± 0,09 × 10−24         | p+ + π+             |
| Delta (Δ) | {\displaystyle \Delta ^{+}\,}(1232)  | {\displaystyle u\,}{\displaystyle d\,} | 1,232 ± 1             | 3/2 | 3/2+ | +1    | 0 | 0 | 0  | 0 | 5,58 ± 0,09 × 10−24         | π+ + n0 ali π0 + p+ |
| Delta (Δ) | {\displaystyle \Delta ^{0}\,}(1232)  | {\displaystyle u\,}{\displaystyle d\,} | 1,232 ± 1             | 3/2 | 3/2+ | 0     | 0 | 0 | 0  | 0 | 5,58 ± 0,09 × 10−24         | π0 + n0 ali π- + p+ |
| Delta (Δ) | {\displaystyle \Delta ^{-}(1232)\,}  | {\displaystyle d\,}                    | 1,232 ± 1             | 3/2 | 3/2+ | −1    | 0 | 0 | 0  | 0 | 5,58 ± 0,09 × 10−24[a]      | π- + n0             |